# Orlova csuka-barlang
Az Orlova csuka-barlang (bolgárul: Орлова чука-пещера), amely magyarul Sas-orom-barlangot jelent, Bulgáriában található. A barlang a Bolgár-táblán, azaz a kiemelkedésekkel tarkított Duna menti síkvidéken, Dve mogili (Две могили) kistérségben van. Ez Bulgária egyik legnagyobb barlangja, járatainak jelenleg ismert hossza 13 437 méter. Az üregrendszer bejárata a Cserni Lom-folyócska (Черни Лом) völgyében található, mintegy 40 méterrel a folyó szintje felett. A barlangbejárat előtti teraszról pompás kilátás nyílik a vidékre. 
Az Orlova csuka-barlang a pliocénben, illetve a pleisztocén elején alakulhatott ki, ekkoriban egy föld alatti patak folyhatott a járatrendszerben, amely kiszélesítette a mészkő és homokkő repedéseit. A barlangban számos terem, folyosó található. Érdekes, hogy a járatok mennyezete többnyire lekerekített, sima felületű, a kutatók szerint ezeket a formákat az örvénylő víz hozta létre. 
Az Orlova csuka turisztikailag hasznosított barlang, járatainak egy része járdákkal, lépcsőkkel van ellátva, a villanyvilágítást is kiépítették. Néhány termet mesterséges járattal kötöttek össze. A barlang legismertebb látnivalói a következők: A remek akusztikájú Koncertterem, itt található a Nagy-cseppkőoszlop, ez 3,5 méter magas és 0,5 méter átmérőjű. Egyéb karakterisztikus cseppkőképződmények is vannak itt, pl. Dinoszaurusz, Teknős, Bagoly. A Nagy-Galériában több kis tó látható, ezeket mésztufagátak duzzasztják vissza. A Nagy-törmelékkúp teremben van a Focista, a Kígyó, de sok itt a mennyezetről lehullott cseppkő is. A turisztikailag hasznosított részen található még a Kozmosz-terem, illetve a Pihenő-terem, az utóbbiban szép kalcitkristályok díszítik a repedéseket. A barlang április és november között van nyitva, óránként indulnak vezetett túrák a kiépített részen.
Az Orlova csuka-barlangot már az ősemberek is ismerték, a régészek lándzsahegyeket, kőbaltákat és egyéb más eszközöket találtak itt. Előkerült egy barlangi medve csontváza és karmainak nyoma is. Később a barlang a feledés homályába merült. Egy Sztojan Szpaszov nevű pásztor találta meg újra 1941-ben. Viszonylag hamar, már az 1950-es években megnyitották a nagyközönség előtt. 1962-ben természetvédelmi értékké nyilvánították a barlangot és az azt övező 7,5 hektáros területet, 1978 óta nemzeti jelentőségű történelmi emlékhely. 
A barlangban 14 denevérfaj telel. Számoltak már 12 ezer példányt is a járatrendszerben.
A barlangban a hőmérséklet 14 Celsius-fok.

## Fordítás
- Ez a szócikk részben vagy egészben  a(z)   Орлова чука című bolgár Wikipédia-szócikk fordításán alapul.  Az eredeti cikk szerkesztőit annak laptörténete sorolja fel. Ez a jelzés csupán a megfogalmazás eredetét és a szerzői jogokat jelzi, nem szolgál a cikkben szereplő információk forrásmegjelöléseként.